# Sloupek (žurnalistika)
V žurnalistice je sloupek publicistický útvar používaný v novinách, vznikl „na objednávku“ na počátku 20. let 20. století. Sloupek stojí na vtipném námětu, konkrétní podnět zevšeobecňuje, často ironizuje. Na rozdíl od fejetonu je sloupek stručnější, obvykle nepřesahuje jeden sloupek novinové sazby. Zpravidla byl psán na okraji novin kurzívou jako reakce na aktuální téma.
Známým českým sloupkařem byl Karel Čapek, za zakladatele je považován Karel Poláček. Mezi známé světové sloupkaře pak patří např. Američané Art Buchwald, Dave Barry, Nat Hentoff nebo William P. Gottlieb, Maďar Béla Szenes či Španělé Francisco Umbral a Miguel Delibes.
V anglosaské literatuře má sloupek (column) podobný námět, ale je blíže českému fejetonu, především svým větším rozsahem.

## Fotografický sloupek
Jedním z typů sloupků je tzv. fotografický sloupek.